# Диверсифікація ризиків за допомогою перестрахування
Перестрахування — страхування одним страховиком (цедентом, перестрахувальником) на визначених договором умовах ризику виконання всіх або частини своїх обов'язків перед страхувальником у іншого страховика (перестраховика). Перестрахування здійснюється перестрахувальником з метою захисту себе від втрат, які він може понести.
Диверсифікація ризиків дозволяє знизити рівень концентрації ризиків. Диверсифікація видів діяльності передбачає використання альтернативних можливостей отримання доходу і прибутку від різноманітних фінансових операцій.
Одним з основних принципів роботи страхової компанії є диверсифікація ризиків, яка передбачає те, що страховик не повинен включати у страховий портфель ризики лише одного виду, або здійснювати перестрахування ризиків лише в одній страховій компанії.
Припустимо, {\displaystyle W_{0}} — загальний рівень ризику, взятого на страхування, який визначається: {\displaystyle W_{0}=x_{1}p_{1}+x_{2}p_{2}+...+x_{l}p_{k}},
де {\displaystyle l} — вид ризику;
{\displaystyle x_{l}} — кількість договорів перестрахування {\displaystyle l}-го виду;
{\displaystyle p_{k}}, {\displaystyle k={1 \over l}} — рівень ризику {\displaystyle k}-го виду.
Якщо поділити ліву та праву частини рівняння на {\displaystyle W_{0}}, отримаємо {\displaystyle 1={x_{1}p_{1} \over W_{0}}+{x_{2}p_{2} \over W_{0}}+...+{x_{l}p_{k} \over W_{0}}}.
Позначимо частку договорів перестрахування {\displaystyle k}-го виду {\displaystyle {x_{l}p_{k} \over W_{0}}} через {\displaystyle W_{k}}, {\displaystyle (k={1 \over l})}.
Необхідно знайти {\displaystyle W_{k}}, {\displaystyle (k={1 \over l})}, яке мінімізує ризик портфелю {\displaystyle {\sigma }_{portf}^{2}} страхової компанії при умові, що {\displaystyle \sum _{k=1}^{l}W_{k}=1} та існує середнє значення дохідності {\displaystyle MR_{portf}}
Для визначення стохастичних процентних ставок звернемось до моделі Васічека, в якій короткострокова процентна ставка визначається рівнянням {\displaystyle dr(t)=a-br(t)dt+{\sigma }dW(t)}, де {\displaystyle [t,T]} — інтервал часу; {\displaystyle r(t)=r} — короткострокова процентна ставка; {\displaystyle a,a>0} — довгострокове середнє значення спот-ставки; {\displaystyle b,b>0} — параметр дрейфа (характеризує швидкість повернення процесу до довгострокового середнього значення); {\displaystyle {\sigma }} — параметр дисперсії; {\displaystyle dW(t)} — вектор прирощення {\displaystyle q}-мірного стандартного вінерівського процесу.
Вінерівський процес — приклад марківського процесу, тобто процесу значення якого в даний момент {\displaystyle t} повністю визначає його майбутню поведінку незалежно від минулого.
Нехай рівень ризику описується моделлю виду {\displaystyle P(t,T)=exp\left\lbrace \alpha (t,T)-r(t)\beta (t,T)\right\rbrace ,t\in [t,T]}, де функції {\displaystyle \alpha (t,T),\beta (t,T)} — стохастичні процентні ставки за договорами перестрахування, що задаються моделлю Васічека.
{\displaystyle \alpha (t,T),\beta (t,T)} визначаються формулами:
{\displaystyle \alpha (t,T)=(b-{\frac {\sigma ^{2}}{2a^{2}}})(\beta (t,T)-(T-t))-{\frac {\sigma ^{2}\beta ^{2}(t,T)}{4a}}}
{\displaystyle \beta (t,T)={\frac {1}{b}}(1-e^{-b(T-t)})}
Середнє значення процентної ставки визначається формулою:
{\displaystyle Mr(t)=exp(-bt)[r(0)+{\frac {a}{b}}(exp(bt)-1)]}
Дисперсія визначається формулою:
{\displaystyle Dr(t)=exp(-2bt)c^{2}D(\int _{0}^{t}exp(bt)W(t))=exp(-2bt)c^{2}{\frac {1}{2b}}(r^{2bt}-1)}
Дохідність договору перестрахування визначається формулою {\displaystyle i(t)={\frac {g(t)N+P(t)-R_{0}}{P_{0}}}}, де {\displaystyle g(t)} — норма річного доходу від перестрахування ризиків; {\displaystyle P_{0}} — початковий рівень ризику, переданого у перестрахування; {\displaystyle N} — страхова сума за переданим у перестрахування договором.
Після перетворень отримаємо дохідність договору перестрахування:
{\displaystyle i(t)={\frac {g(t)N}{P_{0}}}+{\frac {1}{P_{0}}}exp(\alpha -\beta r(t))-1,\forall t\in [0,T]}
Середня дохідність договору перестрахування буде дорівнювати:
{\displaystyle Mi={\frac {gN}{P_{0}}}+{\frac {e^{\alpha }}{P_{0}}}Me^{-{\beta }r(t)}-1={\frac {gN}{P_{0}}}+{\frac {e^{\alpha }}{P_{0}}}Me^{-{\beta }({\frac {r-Mr}{\sqrt {Dr}}}{\sqrt {Dr}}+Mr)}-1={\frac {gN}{P_{0}}}+{\frac {e^{\alpha -\beta Mr+{\frac {\beta ^{2}Dr}{2}}}}{P_{0}}}}
А середня дохідність портфеля буде дорівнювати {\displaystyle MR_{portf}=\sum _{j=1}^{l}W_{j}Mi_{j}}, де {\displaystyle i_{j}} — дохідність договору перестрахування {\displaystyle j}-го виду, а очікуваний ризик:
{\displaystyle \sigma _{portf}^{2}=\sum _{k=1}^{l}\sum _{m=1}^{l}W_{k}W_{m}cov(i_{k};i_{m})}
Коваріація випадкових величин {\displaystyle i_{k},i_{m}} розраховуються за формулою {\displaystyle cov(i_{k};i_{m})=M(i_{k};i_{m})-Mi_{k}Mi_{m}}
Задача вибору оптимальної структури портфеля, тобто вибору оптимального вектора {\displaystyle (W_{1}^{*};W_{2}^{*};...;W_{l}^{*})} — зводиться до знаходження значень {\displaystyle W_{j}(j={\frac {1}{l}})}, що мінімізують ризик портфеля, якщо {\displaystyle \sum _{k=1}^{l}W_{k}=1}.
Розв'язання цієї задачі можна отримати методом множників Лагранжа. Перепишемо середню дохідність та ризик в матричній формі:
{\displaystyle \sigma _{portf}^{2}=W^{T}\cdot v\cdot W}
{\displaystyle MR_{portf}=m^{T}\cdot W},
де {\displaystyle W} — стовпчик невідомих часток {\displaystyle W_{j}(j={\frac {1}{l}}),v=cov(i_{k};i_{m})} — матриця коваріацій; {\displaystyle m} — стовпчик, що складається з {\displaystyle M(i_{j}),(j={\frac {1}{l}})}.
Функція Лагранжа має вигляд:
{\displaystyle L=W^{T}VW+\mu _{0}(I^{T}W-1)+\mu _{1}(m^{T}W-MR)}, де {\displaystyle I} — одинична матриця-стовпчик.

Оптимальний набір часток {\displaystyle (W_{1}^{*};W_{2}^{*};...;W_{l}^{*})} визначається за формулою:
{\displaystyle W^{*}=V^{-1}{\frac {R(I(I^{T}V^{-1}m)-m(I^{T}V^{-1}I))+m(I^{T}V^{-1}m)-I(m^{T}V^{-1}m)}{(I^{T}V^{-1}m)^{2}-(I^{T}V^{-1}I)(m^{T}V^{-1}m)}}}
Таким чином, страховику необхідно укладати {\displaystyle X_{k}={\frac {W_{k}^{*}W_{0}}{P_{k}}}} договорів перестрахування {\displaystyle k}-го виду {\displaystyle (k={\frac {1}{l}})}.

### Приклади задач з перестрахування ризику
Приклад 1
Розмір збитку не перевищує 50 гр. од. Власне утримання цедента — 10 гр. од. Решта ризику передана на квотне перестрахування, в якому цедент сплачує 20% збитку. Реальний збиток склав 30 гр. од. Скільки виплатить кожна сторона?
Розв'язок
Страховик виплатить: 10 + 20 * 0,2 = 14 гр. од.
Перестраховик виплатить: 20 * 0,8 = 16 гр. од.

Приклад 2
В договорі перестрахування на основі ексцедента збитковості передано два ризики. Ціна об'єктів — 30 і 50 гр. од. Договір передбачає виплату перестраховиком 20 гр. од. понад 5 гр. од. Збитки склали відповідно 5 і 15 гр. од. Визначити виплати сторін.
Розв'язок
Передано ризик від 6 до 25-ти гр. од. Реальний збиток — 20 гр. од. З них страховик виплатить 5 гр. од., а перестраховик — 15 гр. од.

Приклад 3
Страхова сума — 500 гр. од. Границя покриття страховиком — 200 гр. од. Страховий внесок — 20 гр. од. Як він розподілиться між цедентом і перестраховиком?
Розв'язок
Ризик ділиться в пропорції 200:300 = 2:3
Тому внески розподіляться відповідно: 20 * 2/5 = 8 і 20 * 3/5 = 12 (гр. од.)